# André Diethelm
Pour les articles homonymes, voir Diethelm.
 (mars 2015).
André Diethelm, né le 3 juillet 1896 à Bourg-en-Bresse (Ain) et mort le 11 janvier 1954 à Paris, est un résistant et homme politique français. Inspecteur général des finances , il rallie le général de Gaulle et la France libre pendant la Seconde Guerre mondiale, et préside le Rassemblement du peuple français (RPF) sous la IVe République.

## Biographie

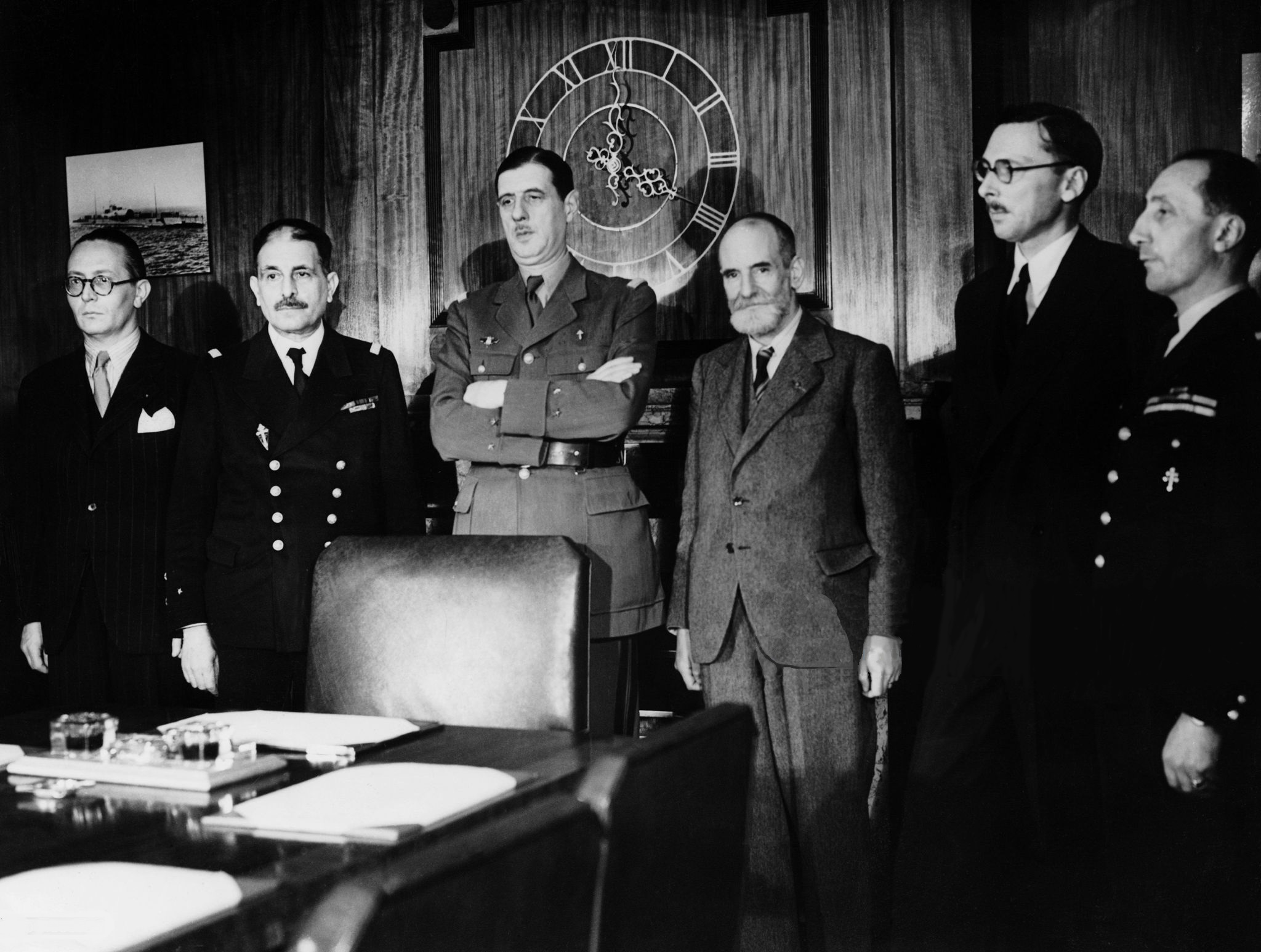
André Diethelm au sein du Comité national français à Londres.

### Études
Il poursuit ses études secondaires au lycée de Foix puis est admis à l'École normale supérieure à Paris en 1914, mais la guerre interrompt ses études à peine commencées. Il combat pendant la Première Guerre mondiale successivement en Alsace, sur le front de l’Est et en Grèce.

### Carrière dans la fonction publique
Après la guerre, il réintègre l'École normale supérieure mais renonce en 1919 à l'agrégation préférant le concours de l'Inspection générale des finances dont il sort deuxième. Il s’occupe des finances de l’Indochine, puis devient directeur de cabinet de Georges Mandel de 1938 à 1940.

### France libre et Libération
Ralliant la France libre, il est nommé par de Gaulle commissaire à l’Intérieur, au Travail et à l’Information, puis aux Finances et aux Pensions, enfin aux Finances, à l’Économie et à la Marine marchande dans le Comité national français (1941-1943). Il est le premier directeur de la Caisse centrale de la France Libre. Dans ses mémoires (Tome 3: le Salut), De Gaulle fait son éloge: « je ne crois pas qu'il existe de compagnon plus fidèle, ni commis d'une conscience plus haute ».  

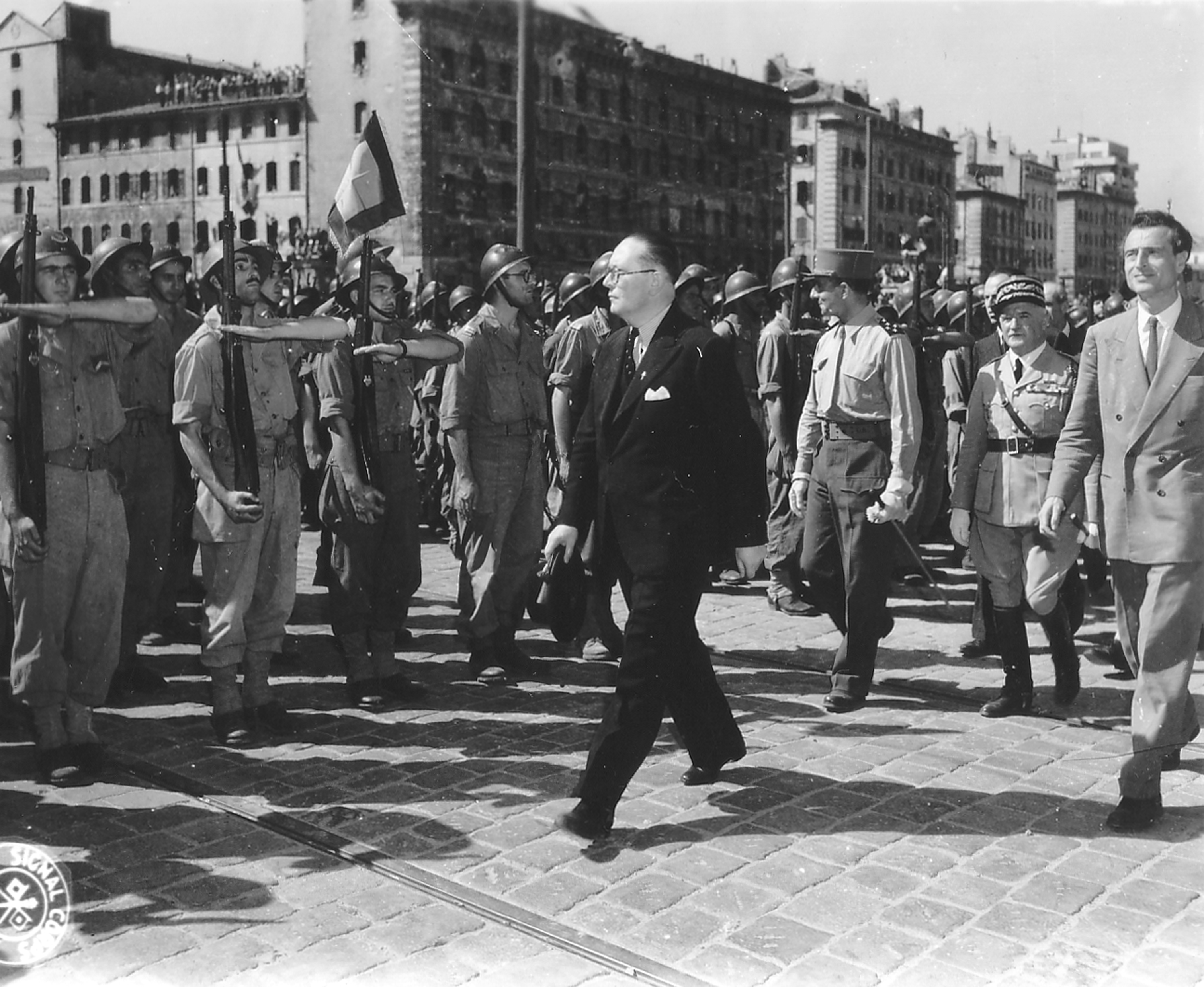
André Diethelm passant en revue le 7e RTA dans Marseille libérée en août 1944

Dans le gouvernement d’Alger (Comité français de libération nationale, CFLN), il est commissaire à la Production et au Commerce, puis au Ravitaillement et à la Production. Le 4 avril 1944, il devient commissaire à la Guerre,, puis le 9 septembre 1944, ministre de la Guerre dans le premier gouvernement Charles de Gaulle, jusqu'au 21 novembre 1945.

### IVeRépublique
Député des Vosges à la Première Assemblée nationale constituante, il siège ensuite au Conseil de la République de 1948 à 1951. Ensuite, il est député de Seine-et-Oise en 1951. Il est vice-président de l'Assemblée nationale en 1951 et 1952. Il succède à Jacques Soustelle à la présidence du groupe Rassemblement du peuple français (RPF) de l’Assemblée nationale, puis préside le groupe de l’Union des républicains d'action sociale (URAS). La maladie le contraint à abandonner cette charge qui est reprise par Jacques Chaban-Delmas.
Il affirme, le 21 mai 1953, lors du renversement du gouvernement René Mayer, que « nous ne sommes pas morts puisque nous pouvons encore détruire »,,,.
Le président Vincent Auriol le charge de constituer un gouvernement le 24 mai 1953, mais il refuse. Il meurt quelques mois plus tard à seulement 57 ans. Il est inhumé au cimetière ancien d'Eaubonne dans le Val-d'Oise. Sa première épouse Germaine Diethelm née Marquis sera inhumée à ses côtés après sa mort en 1990 à l'âge de 91 ans.

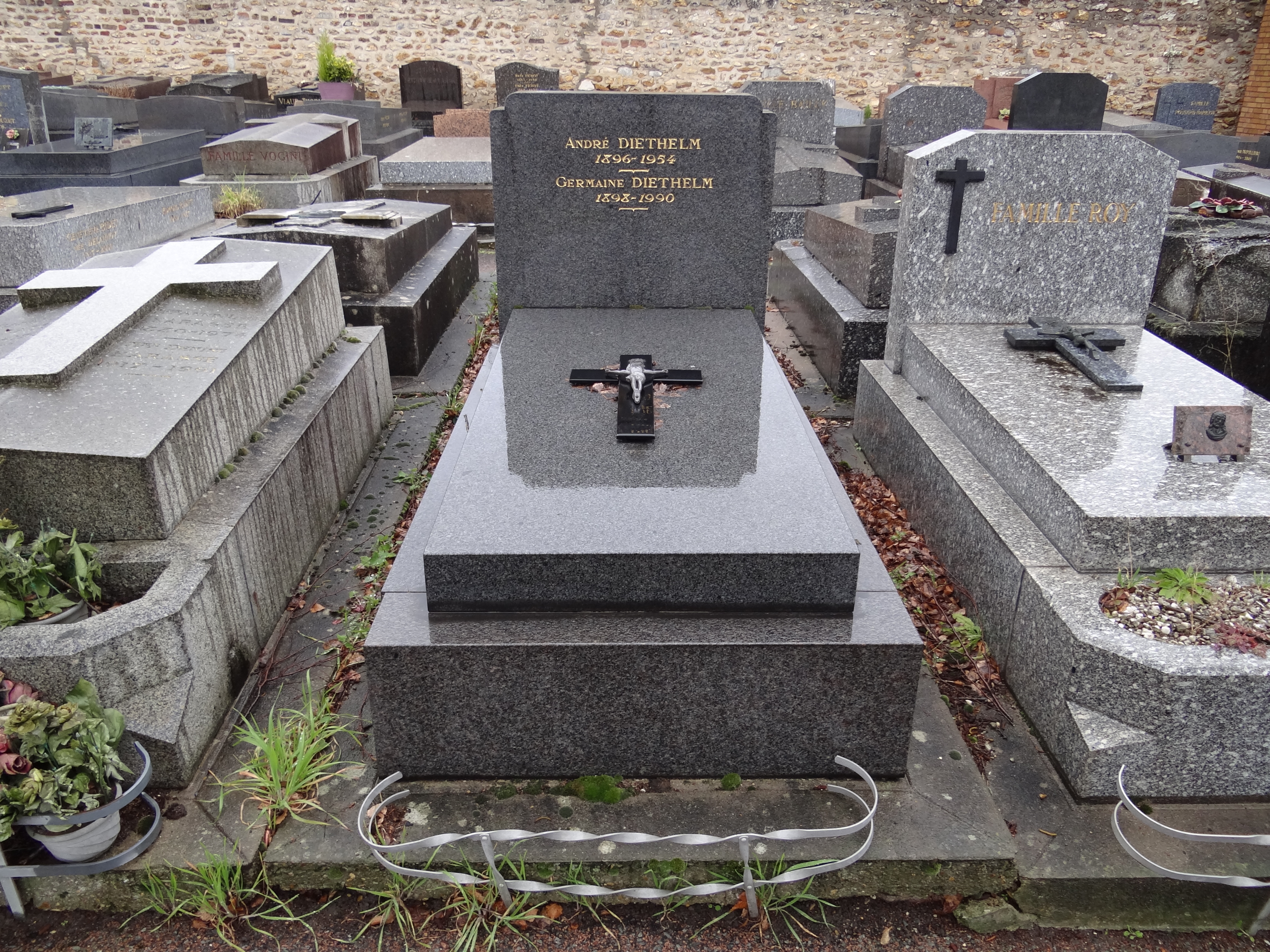
La tombe d'André Diethelm au cimetière ancien d'Eaubonne (Val-d'Oise).

### Vie privée
Par son premier mariage, il est le père de trois enfants, dont l'industriel Bernard Diethelm.
Il est le beau-père de Jacques Tirouflet, vice-président du Conseil général de la Sarthe.
Il est le grand-père, notamment, de l'homme d'affaires Jean-Pierre Tirouflet. 
Il est, par sa petite-fille Caroline Tirouflet (Mme Gilles du Buisson de Courson), l'arrière-grand-père de l'acteur Nicolas de Broglie (dont le père est le prince Victor-François de Broglie, 8e duc de Broglie). 
Par son second mariage, il est le gendre de l'ingénieur Adrien Bourgoin, le beau-frère de l'ingénieur Jean Bourgoin et l'oncle de l'auteur Stéphane Bourgoin. 
Par sa sœur, il est l'oncle de l’écrivain Jean Verdun.

## Décoration
Médaille de la Résistance française, avec rosette